# 彩虹巨嘴鳥
彩虹巨嘴鳥（學名：Ramphastos sulfuratus）又名厚嘴巨嘴鳥或厚嘴𱉻𱊊，是一種羽色鮮艷的巨嘴鳥，也是伯利茲的國鳥，主要分布於墨西哥南部至巴拿馬一帶的中美地峽。

## 特徵
彩虹巨嘴鳥連同其喙長42-55厘米。牠們色彩鮮艷的喙長12-15厘米，約佔全長的三分之一。雖然其喙似乎很大及笨重，但骨骼是呈海綿狀及中空，並由角質素所覆蓋。喙表面呈綠色，尖端紅色，兩側橙色。
彩虹巨嘴鳥主要呈黑色，頸部及胸部黃色。牠們每年都會換羽一次。牠們的腳藍色，尾巴端的羽毛呈紅色。

## 分佈及生態
彩虹巨嘴鳥主要分佈在墨西哥南部至委內瑞拉及哥倫比亞。牠們棲息在熱帶、亞熱帶及低地雨林的冠層，最高達至海拔1900米。牠們在樹穴中築巢，很多時都是與幾隻彩虹巨嘴鳥一同築巢。這樣會非常擠迫，故牠們會將尾巴及喙藏於身體，以增加空間。樹穴底下一般會鋪滿牠們吃剩的果實。
彩虹巨嘴鳥是高度群居的鳥類，很少會單獨見到牠們。牠們會以約6-12隻的小群穿越低地雨林。牠們飛行能力很弱，很多時都是在樹間跳躍。牠們會以喙來互相打鬥，及會將食物拋入對方的口中。這個小群會一同生活，甚至在同一樹穴內生活。牠們某程度上可以適應人工環境。世界自然保護聯盟將牠們列為無危。但它们仍受到捕猎它们的肉和喙的威胁，巨嘴鸟种群有减少的趋势。

## 行為

### 食性
彩虹巨嘴鳥主要吃果實，但也會吃鳥蛋、昆蟲、蜥蜴、蛇及樹蛙。牠們的喙很靈活，可以用來摘果實。當吃果實時，牠們會用喙來破開果實，再將之吞下。

### 繁殖
雌性彩虹巨嘴鳥每次會生2-4隻蛋，蛋呈白色，並會將之藏起來。雄鳥及雌鳥會輪流孵蛋，約需15-20日。雄鳥及雌鳥也會輪流餵哺雛鳥。雛鳥出生時沒有羽毛，眼睛也未能看見，約需兩個月時間來成長。雛鳥會有腳墊，適合在樹穴底生活。雛鳥會留在巢內8-9個月，直至其喙完全長成及可以自己挖穴。

## 飼養
彩虹巨嘴鳥要吃大量的果實，且容易患上血色病，故很難飼養。

## 保育狀況
牠們被列為《瀕危野生動植物種國際貿易公約》附錄二的物種，被限制出口及貿易。

## 外部連結
- Extensive Gallery on Toucans
- Save the Endangered Species Act
- The Rainforest Site
- Race for the Rainforest
- Internet Bird Collection